# U 521
U 521 war ein deutsches Unterseeboot des Typs IX C. Es wurde im Zweiten Weltkrieg von der Kriegsmarine während des U-Boot-Krieges im Nordatlantik, im Mittleren Atlantik, bei den Kanaren und südlich der Azoren eingesetzt und ging im Sommer 1943 vor der Ostküste der USA verloren.

## Technische Daten
U 521 gehörte zum dritten Bauauftrag für Boote des Typs IX C, der an die Deutsche Werft AG in Hamburg-Finkenwerder erging. Ein Boot dieses Typs war 78,9 m lang und verdrängte voll ausgerüstet und unter Wasser 1120 Tonnen (1120 m³) Wasser. Zwei 2200-PS-Dieselmotoren gewährleisteten eine Überwasserspitzengeschwindigkeit von 18,3 kn. Bei Unterwasserfahrt ermöglichten die zwei Elektromotoren eine Geschwindigkeit von 7,3 kn. Der Typ IX C hatte vier Bug- und zwei Heck-Torpedorohre und führte 22 Torpedos mit.
U 521 trug an beiden Seiten des Turms als Emblem einen Zweig mit Eichenlaub über dem Wort „Horrido“, dem Gruß der Jäger.

## Kommandant

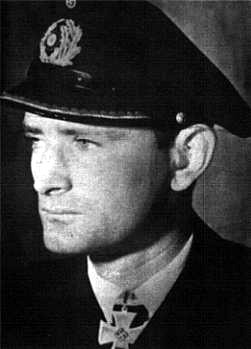
Klaus Bargsten

Klaus Bargsten wurde 1911 in Bad Oldesloe geboren, fuhr einige Jahre in der Handelsmarine und trat 1936 in die Kriegsmarine ein. Er fuhr auf sieben Feindfahrten als Erster Wachoffizier auf U 99 unter Otto Kretschmer. Ab März 1941 befehligte er U 563, bis er infolge von schweren Verletzungen, die er bei einem Fliegerangriff in der Biskaya am 30. November 1941 erlitten hatte, das Kommando über dieses Boot abgeben musste. Am 3. Juni 1942 erhielt er das Kommando auf U 521, das er bis zur Versenkung des Bootes, die er als Einziger überlebte, innehatte.

## Einsatzgeschichte
Nach Beendigung der vom 3. Juni bis zum 30. September 1942 dauernden Ausbildungszeit bei der 4. U-Flottille lief U 521 am 3. Oktober 1942 von Kiel zu seiner ersten Unternehmung aus; es war die 13. Feindfahrt für den am Vortag zum Kapitänleutnant beförderten Kommandanten.

### Erste Unternehmung
Die neunwöchige Fahrt führte zunächst nach Kristiansand, von dort aus ins Operationsgebiet im Nordatlantik und schließlich am 8. Dezember nach Lorient, dem Stützpunkt der von Korvettenkapitän Viktor Schütze befehligten 2. U-Flottille. Dabei überstand das Boot am 31. Oktober den Angriff einer Lockheed Hudson mit nur geringen Beschädigungen. Am Morgen des 2. November versenkte das Boot etwa 400 Seemeilen südlich von Kap Farvel (Grönland) den britischen Frachter Hartington (5496 BRT) (Lage), der bereits von U 522 torpediert und von U 438 getroffen worden war. Gegen Mittag des folgenden Tages torpedierte U 521 den mit 9000 Tonnen Heizöl beladenen amerikanischen Tanker Hahira (6855 BRT, 3 Tote) (Lage), der danach von seiner Besatzung verlassen und einige Stunden später von U 521 endgültig versenkt wurde. Beide Schiffe gehörten zu dem von New York nach Großbritannien fahrenden Konvoi SC-107.
Mitte November gehörte U 521 zu der aus 13 Booten bestehenden U-Bootgruppe Kreuzotter, die südlich von Grönland auf den Geleitzug ONS-144 mit seinen 33 Schiffen lauerte. Bargsten entdeckte den Geleitzug am 15. November und versuchte, die anderen U-Boote der Gruppe heranzuführen. Diese Signale waren jedoch unvollständig bzw. wurden nicht empfangen, so dass U 521 zunächst weiterhin alleine am Geleitzug blieb. Bargstens erster Angriff am 15. November war erfolglos; er wurde von der norwegischen Korvette Rose abgedrängt und verlor zeitweise den Kontakt mit dem Konvoi. Auch ein zweiter Angriff am 18. November war erfolglos. Zwar meldete er, dreimal erfolgreich gewesen zu sein, dies blieb jedoch unbestätigt. Andere Boote des Rudels versenkten am 17. und 18. November insgesamt sechs Schiffe des Konvois und beschädigten eins.

### Zweite Unternehmung

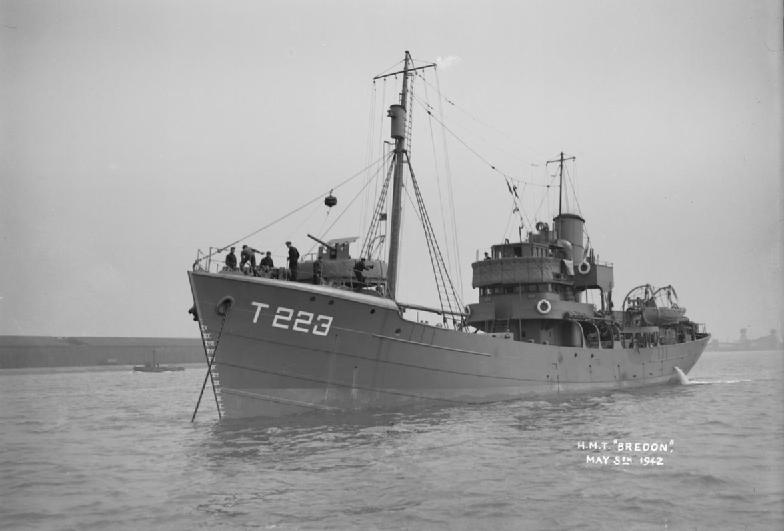
Der U-Bootjäger HMT Bredon

Am 7. Januar 1943 lief U 521 zu seiner zweiten Unternehmung aus, von der es am 26. März zurückkehrte. Der BdU bezeichnete die Fahrt als „erfolgreich“, erkannte vier Schiffe und ein Kriegsschiff als versenkt an und verlieh dem Kommandanten am 2. Mai das Ritterkreuz. Tatsächlich hatte Bargsten lediglich zwei Schiffe versenkt, am 8. Februar 1943 bei den Kanarischen Inseln den britischen U-Boot-Jäger HMT Bredon (750 t, 43 Tote) (Lage), ein sogenannter Admiralty Trawler aus dem Konvoi Gibr-2, und am 18. März 1943 den US-amerikanischen Frachtdampfer Molly Pitcher (7176 BRT) (Lage) aus dem Konvoi UGS-2, der sich auf seiner Jungfernfahrt befand und bereits am Vortage von U 167 schwer beschädigt und von seiner Besatzung verlassen worden war.

### Dritte Unternehmung und Versenkung
Das Boot verließ Lorient am 5. Mai 1943, um vor der US-amerikanischen Ostküste Handelskrieg zu führen. Dort wurde es am 31. Mai von einem amerikanischen Aufklärungsflugzeug etwa 225 Seemeilen östlich vom Kap Hatteras gesichtet, woraufhin es abtauchte und nach Nordwesten ablief. Am 2. Juni, bei Unterwasserfahrt rund 150 Seemeilen südöstlich der Delaware Bay und des Cape May, wurde das Boot um 12:30 Uhr von dem amerikanischen U-Bootjäger PC-565, das den Konvoi NG-365 nach Guantanamo sicherte, per Sonar geortet und um 12:39 Uhr mit Wasserbomben angegriffen. Die Wasserbomben verursachten schwere Schäden, einschließlich Wassereinbruch. Das U-Boot, dessen Instrumente und Kontrollfunktionen wohl weitgehend ausgefallen waren, kam daraufhin an die Wasseroberfläche. Ob Bargsten das Auftauchen befohlen hatte oder ob dies, wie in Teilen der Literatur dargestellt, sein Leitender Ingenieur veranlasst oder gar befohlen hatte, ist letztlich unerheblich. Als Bargsten nach dem Auftauchen sofort wie üblich als Erster durch die Luke auf die Brücke kam, wurde das Boot von der nur etwa 350 m entfernten PC-565 aus einer ihrer 2-cm-Maschinenkanonen beschossen, wobei mehrere Treffer auf den Turm erzielt wurden. Dann nahm der U-Bootjäger Rammkurs auf U 521, während gleichzeitig auch die Korvette USS Brisk (PG-89) zur Unterstützung herbeikam.
Noch bevor das U-Boot gerammt werden konnte, sank es sehr schnell, mit dem Bug voran auf Position 37° 43′ N, 73° 16′ W. Bargsten wurde dabei oder kurz zuvor vom Turm gespült und war der einzige Überlebende der 52 Mann starken Besatzung. Nach seiner Rettung und Gefangennahme sagte er zunächst aus, er habe die Selbstversenkung seines Boots befohlen, um es nicht in feindliche Hände fallen zu lassen, es sei dann aber sehr schnell, praktisch unter seinen Füßen und unerklärlicherweise, gesunken. Später stellte er die Sache jedoch so dar, dass ihn eine Welle von Bord gespült habe und das Boot kurz darauf gesunken sei; von einem Befehl zur Selbstversenkung war nicht mehr die Rede.
PC-565 warf etwa 100 m vor der Untergangsstelle noch eine Wasserbombe, beobachtete große Luftblasen, nahm dann den im Wasser treibenden Bargsten an Bord, und blieb noch bis um 14:30 Uhr vor Ort. Dabei wurden auftreibendes Öl, Holzsplitter und Leichenteile beobachtet. Das Meer ist an dieser Stelle über zwei Kilometer tief, und das Wrack wurde bis heute nicht gefunden. Die US-amerikanische National Oceanic and Atmospheric Administration (NOAA) gibt die Wrackstelle unter Nummer 992 auf der Seekarte 12200 an, d. h. 3–5 Seemeilen von der durch die Koordinaten bezeichneten Untergangsstelle.